# Watford
Watford je město v anglickém hrabství Hertfordshire, ležící na řece Colne 27 km severozápadně od londýnské City. Má postavení nemetropolitního distriktu a žije v něm okolo devadesáti tisíc obyvatel.

## Historie
První písemná zmínka o Watfordu pochází z roku 1007. Název je odvozován z výrazů waet (vodnatý) a ford (brod): poutníci zde překonávali řeku cestou z Londýna na sever. Po většinu existence byl Watford venkovským městysem v majetku opatství St Albans a obchodním centrem pahorkatiny Chiltern Hills. Daniel Defoe ho roku 1778 popsal jako „příjemné městečko tvořené jedinou dlouhou ulicí“.
Rozvoj města zahájila průmyslová revoluce. Přes Watford vedl Grand Junction Canal a železnice z Londýna do Birminghamu, byla zřízena papírna John Dickinson Stationery, tiskárna Odhams Press, tepelná elektrárna a pivovary Benskins a Sedgwicks. V letech 1921 až 1988 fungovala automobilka Scammell, v padesátých letech 20. století se sem z Londýna přestěhovala firma Hille, známá svým modernistickým nábytkem. Na předměstí Leavesden sídlila letecká továrna De Havilland Aircraft Company, která byla v roce 1995 přebudována na Leavesdenské filmové ateliéry. Nacházela se zde také od roku 1870 velká psychiatrická léčebna, v níž byl internován Aaron Kosminski, údajný Jack Rozparovač.
Watford těží z blízkosti Londýna, je významným dopravním uzlem, kterým procházejí dálnice M1 a M25 a železnice West Coast Main Line, z nádraží Watford Junction je kvalitní spojení s hlavním městem, kam vede také linka metra Metropolitan Line, autobusy odsud zajíždějí na Letiště London Heathrow a Letiště London Luton. Ve městě sídlí významné firmy Camelot Group (loterie), Wetherspoons (řetězec restaurací a zábavních místností), Mothercare (potřeby pro kojence), britská pobočka ropné společnosti Total a obchodního řetězce Costco. Nákupní středisko intu Watford Shopping Centre patří k největším v Anglii s parkovací kapacitou pět tisíc míst.

## Správa
Watford patří mezi osmnáct britských měst s přímo voleným starostou. Od roku 2002 tuto funkci zastává Dorothy Thornhillová jako první žena a první kandidátka liberálních demokratů v celé zemi. Poslancem za Watford v Dolní sněmovně je konzervativec Richard Harrington.

## Obyvatelstvo
Podle sčítání z roku 2011 se 73 % obyvatel Watfordu narodilo v Anglii, mezi přistěhovalci převládají Pákistánci (3 %), Indové (2,5 %) a Irové (1,6 %). Křesťané tvoří 54 % obyvatel, bez vyznání je dvacet procent a k islámu se hlásí necelých deset procent. Průměrný věk obyvatel je 36 let.

## Pamětihodnosti
Cennou památkou je anglikánský kostel sv. Marie ze 12. století. V městské části Cassiobury se nachází stejnojmenný park o rozloze 0,77 km² na pozemcích někdejšího tudorovského zámku, zbořeného roku 1927. Luxusní hotel The Grove na západním okraji města hostil řadu událostí jako konferenci Bilderberg v roce 2013. Ve Watfordu se nachází také muzeum výtvarného umění a hasičské muzeum, koncertní sál Watford Colosseum z roku 1938 a Watford Palace Theatre, kde sídlí jediný stálý divadelní soubor v hrabství Hertfordshire.

## Sport
Ve městě sídlí profesionální fotbalový klub Watford FC, jehož majitelem byl zpěvák Elton John. Domácí zápasy hraje na stadiónu Vicarage Road.

## Rodáci
- Ray Cooper, hudebník
- Geri Halliwellová, zpěvačka
- Anthony Joshua, boxer
- Liz Kendallová, politička
- Gareth Southgate, fotbalista[7]

## Partnerská města
- Mohuč
- Nanterre
- Novgorod
- Pesaro
- Wilmington (Delaware)